# 赵敏学
赵敏学（1907年—2009年），男，江苏南京人，中国解剖学家，中华人民共和国政治人物，曾任安徽省人大常委会副主任，中国民主同盟中央委员会委员，第三、五、六、七届全国人大代表。